# Ammannia verticillata
Ammannia verticillata е вид растение от семейство Lythraceae.

## Разпространение
Видът е разпространен във Виетнам, Испания, Пакистан, Палестина, Румъния, Сингапур, Тайланд, Турция и Филипини.